# Jánisz Gúnarisz
Jánisz Gúnarisz (görögül: Γιάννης Γούναρης; Szaloniki, 1952. július 6. –) görög válogatott labdarúgó.

## Pályafutása

### Klubcsapatban
1970 és 1982 között a PAÓK játékosa volt. Összesen 378 mérkőzésen lépett pályára és 8 gólt szerzett.  A görög bajnokságot 1976-ban, a görög kupát 1972-ben és 1974-ben nyerte meg csapatával. 1982-ben az Olimbiakósz szerződtette, melynek tagjaként 1983-ban ismét görög bajnoki címet szerzett.

### A válogatottban
1971 és 1983 között 27 alkalommal szerepelt a görög válogatottban. Részt vett az 1980-as Európa-bajnokságon.

## Sikerei
PAÓK
- Görög bajnok (1): 1975–76
- Görög kupa (2): 1971–72, 1973–74

Olimbiakósz
- Görög bajnok (1): 1982–83

## Külső hivatkozások
- Jánisz Gúnarisz adatlapja a National-Football-Teams.com oldalon (angolul)

- Jánisz Gúnarisz. eu-football.info